# MARTIJN
MARTIJN（マーティン）は小児愛者における議論を行う目的で設立された社会運動組織。オランダに拠点を置く。
類似する組織としてアメリカのNAMBLA（ナンブラ）が知られるが、MARTIJNはNAMBLA下の団体として属していたことがあり、その後、除名されている。

## 概説
1982年設立。正式名はVereniging MARTIJN（フェレーニフィンフ・マーティン）。大人と子どものよりよい関係を築くことを主義とし、その具体的な内容としては子ども自身の権利確立を強調しており、関係の撤回を子どもの側に条項として明文化している点が特徴である。
実態としては小児愛者同士が議論を行うフォーラムに近く、互いの情報交換、主義主張を討論する場としての意味合いが強い。また、こうした意見や投稿をとりまとめ、不定期の機関誌「OK magazine」として編集・出版を行っている。
名目上では小児愛関連全般としており、機関誌「OK magazine」も含めてその内容には少女愛運動も含まれてはいるが、実際には少年愛がメインとなっている。
会員は1年間の登録となり、機関誌である「OK magazine」の郵送を受けることができる。以後、1年ずつの延長登録となる。
日本では知名度は高いとは言えず、NAMBLAを始めとした複数の同様の団体を紹介している谷口玲の著書「少年愛者 神話とタブーに包まれた彼らの本当の姿を探る」にもその名前は書かれていないが、ヨーロッパでは小児愛を語る上で欠かすことのできない存在のひとつに数えられる。